# レセック
レセックとは、日本歯科医師会が会員のために企画し、NTTデータが開発を行ったていた、クラウド型のレセプトコンピュータのこと。診療報酬のオンライン請求義務化の決定に伴い、オンライン請求ができない歯科医師会会員医療機関を援助する目的で実施された事業であったが、その後の政権交代により、2009年にオンライン請求の義務化が撤廃されたため、当初の目標より大幅に低い水準での利用が続き、2023年11月開発中止が発表された。

## 概要
2006年4月10日に厚生労働省より「療養の給付、老人医療及び公費負担医療に関する費用の請求に関する一部を改正する省令」（厚生労働省令111号）が公布され、歯科においては2011年より原則としてオンライン請求が義務化される事となった(その後、2009年11月25日に省令が一部改正され（厚生労働省令151号）、オンライン化が「完全義務化」から「原則化」となり高齢の医師の診療所や零細な病院など一部について義務化を免除する方向となった)。
このレセプトオンライン化の対策のため、レセプトコンピュータをASP方式のメリットを生かし歯科医師会会員に低価格で提供する目的で開発が始まった。2008年10月の日本歯科医師会理事会において開発・事業化が決定された。事業者としてNTTデータを選定し、2023年11月まで開発を行った。
2010年2月1日より発売が開始され、2010年2月22日レセックの公式サイトが開設された。オンラインや電子媒体での請求を前提に開発されているが、紙レセプトでも印刷することが可能（ただしその場合は、並べ替えの作業等は歯科診療所が行う必要がある）。低価格で提供するため、デジタルレントゲンの管理等の機能はついていないが、2013年7月1日よりデジタルレントゲンとの連携サービスが開始された。また、介護保険には対応していない。電子カルテではないので紙カルテを保管する必要がある。レセプトコンピュータは年単位の契約のものが多いが、レセックは利便性を高めるため月契約となっている。『レセック』の愛称は歯科医師会の会員に公募し決定された。診療入力時に使う「診療パック」は自分でカスタマイズ可能。歯科医院の診療スタイルに合わせることが出来る。自宅や診療所のパソコンから、レセックを体験出来る「レセック無料体験版」がある。
2011年9月26日、「レセック2」へのバージョンアップが行われた。ユーザインターフェースの改良、画面表示速度の向上がなされ、ユーザから要望の多かった返戻レセプトオンライン再請求機能を追加された。
2012年6月22日、レセックが特定非営利活動法人　「ASP・SaaS・クラウド コンソーシアム（ASPIC）」が主催する『ASP・Saasクラウドアワード2012』
のグランプリを受賞。 医療分野における業務アプリケーションサービスをASP技術で実現したシステムとして高く評価されての受賞となった。
2013年1月1日、他社レセコンからの乗り換えを容易にする「診療情報移行サービス」を開始。
2013年7月1日、デジタルレントゲン、予約管理ソフト、患者説明ソフト等の他システムとの連携サービスを開始。
2015年4月、「電子レセプト請求の猶予措置」が終了し、電子レセプトの義務化が開始。
2018年1月4日、「レセック3」へバージョンアップが行われた。
2023年11月、開発が終了した。

## 沿革
- 2008年10月：日本歯科医師会理事会において開発・事業化が決定。
- 2010年2月1日：レセック販売開始[3]。
- 2010年2月22日：レセック公式サイト開設[4]。
- 2010年4月1日：レセック本格運用開始。
- 2010年8月16日：レセック体験会のＷｅｂ申込み開始。レセック無料体験版申込み開始[14]。
- 2011年6月20日：「レセックご紹介デモ」をＨＰ上で配信開始[4]。
- 2011年9月26日：「レセック2」へのバージョンアップが行われた[7]。ユーザインターフェースの改良、画面表示速度の向上がなされ、ユーザから要望の多かった返戻レセプトオンライン再請求機能を追加された[7]。
- 2012年6月18日：レセック概要説明、操作説明ビデオをYouTubeに公開[4]。
- 2012年6月22日：レセックが特定非営利活動法人　「ASP・SaaS・クラウド コンソーシアム（ASPIC）」が主催する『ASP・Saasクラウドアワード2012』のグランプリを受賞[8][9]。 医療分野における業務アプリケーションサービスをASP技術で実現したシステムとして高く評価されての受賞となった[8][9]。
- 2012年7月1日：「レセックリモートデモ」開始。自宅や診療所のパソコンとデモンストレーターのパソコンを遠隔で繋ぎ、電話と画面上で詳しい操作説明を聞けるようになった[15]。
- 2012年10月29日：レセック公式サイトリニューアル[4]。
- 2012年12月28日：（一部の）都道府県歯科医師会館にレセックデモ機設置開始[14]。（順次拡大予定）
- 2013年1月1日：サービス料金値下げ。
- 2013年1月1日：他社レセコンからの乗り換えを容易にする「診療情報移行サービス」を開始[10]。
- 2013年7月1日：デジタルレントゲン、予約管理ソフト、患者説明ソフト等の他システムとの連携サービスを開始[5]。
- 2014年4月1日：レセック推奨無線LANルータ販売開始[16]。
- 2014年11月10日：レセックタブレットアプリリリース[17]。iPadを利用して「歯周検査表入力機能」、「訪問診療入力機能」を入力できる[17]。
- 2015年10月1日：Microsoft Windows 10に対応[18]。
- 2017年1月：「レセック3」発売予定を発表[19]。「レセック２」同様、クラウド型で、契約形態も従来通り、月額利用型のため契約期間の制約等は変わらずバージョンアップに伴う費用はかからない[19]。
- 2017年6月29日：日本歯科医師会とNTTデータが「レセックサービス」の事業継続を合意[20]。
- 2018年1月4日：6年半ぶりのメジャーバージョンアップが行われ「レセック3」となった[13]。
- 2023年11月：開発が終了。

## レセックの特徴
安価で提供されるASP方式を採用するため安価なサービスとなっている。レセックの全機能、ヘルプデスクによる電話サポート、VPN接続費用、診療報酬改定時などのメンテナンス費用が含まれる。
運用が簡便従来のソフト型のレセコンの場合は、毎日のバックアップ作業や診療報酬の改定ごとに自分でソフトの入れ替えが必要であったがレセックはASP方式のため、データセンタ側で一括実施されるので歯科医院での更新作業の必要がない。
データ消滅のリスクが低い患者情報や診療情報は堅牢なデータセンターのサーバーに保存されるため、災害や盗難などのデータの破損や紛失などのリスクが小さい。
簡単な操作性パソコン自体がはじめてのユーザーを想定し、マウスでほとんどの操作が行えるようになっている。操作がわからなくても、ヘルプデスクにてリモート（遠隔操作）サポートを受けられる。

## レセックの機能
オンライン請求用レセプトファイルの作成を前提に開発されているが、現在では普通のレセコンと同等の機能を持っている。
日常業務
- 患者登録
- 診療入力
- 窓口受付、精算
- カルテ印刷
- 日計表印刷
- 予約管理
- 各種指導管理文書
- 各種帳票作成
- 領収証、明細書の発行

月次業務
- 未来院患者検索
- レセプト作成（紙請求、電子媒体請求、オンライン請求）
- 返戻レセプトの読込、再請求
- 請求患者一覧の印刷
- 診療月別集計
- リコール患者検索

システム設定
- 診療所情報の設定
- カルテ印字位置設定
- 領収証印字項目設定
- 患者情報の入出力
- 診療入力のカスタマイズ

その他
- 他システム連携機能

## デンタルショー・展示会など
レセックブースではデモ機を設置し、体験が可能となっている。
2011年
- 7月9日～7月10日：第52回日本歯科医療管理学会・総会　学術大会
- 8月20日～8月21日：第64回北海道歯科学術大会
- 9月16日～9月18日：第41回交易社団法人日本口腔インプラント学会・総会　学術大会
- 10月8日：京都府北歯科医師会　学術講演会
- 10月8日～10月10日：第6回日本口腔衛生学会・総会　学術大会

2012年
- 2月5日：四国デンタルショー

2013年
- 8月10日～8月11日：2013北海道デンタルショー、第29回兵庫県歯科医学大会　学術大会
- 9月21日～9月22日：島根県歯科医学会
- 11月9日～11月10日：福井デンタルショー2013
- 11月23日：スズキデンタル　ミニデンタルショー、レセコン体験フェア2013(群馬県)

2014年
- 2月2日：ヨシダタロウデンタルショー
- 5月31日～6月1日：40周年記念2014年九州デンタルショー
- 10月10日～10月12日：ワールドデンタルショー

## 体験会
体験会は日本歯科医師会会員以外でも参加が可能となっている。
- 2011年9月11日：体験会（札幌）開催
- 2011年9月29日：体験会（大阪）開催
- 2011年10月～12月：体験会（兵庫、京都、岡山、新潟、岐阜、愛知、長野、千葉、埼玉、静岡、広島、東京、北海道、島根、鹿児島、福岡、大阪、群馬、宮城、香川）開催

2012年6月以降、月1回ペースで東京で体験会を開催している。少人数で開催し、マンツーマンで質問しやすい雰囲気が作られている。
2014年度は月2回ペースになっている。

## 機能改善
サービス開始以降現在もユーザーの要望に基づいて継続的に機能改善を行なっている。
主な機能改善
2010年
- 6月1日：未来院請求対応。
- 7月6日：過剰金相殺機能の追加。傷病名の追加・変更。
- 10月3日：「障害者自立支援法」（育成医療：法別16）対応。
- 11月3日：「診療情報印刷」における2号カルテ行指定印刷機能の追加。カルテ印字内容の改善。
- 12月19日：保険者番号検索で表示される給付割合等の変更。月次患者一覧の機能改善。

2011年
- 1月23日：「診療情報印刷」におけるB5カルテ用紙への印刷機能の追加。
- 2月27日：「中国残留邦人等に対する医療支援」（法別25）対応。「特定疾患研究事業」（法別51）対応。
- 3月27日：自費診療への対応。
- 4月24日：レセプトOCR読取用印刷機能の追加。当月請求レセプト選択機能の追加。
- 5月29日：震災被災者に関する診療報酬のオンライン請求対応。
- 9月26日：返戻レセプトのオンライン請求対応。

2012年
- 3月31日：精算履歴を複数回に遡って取り消しできる機能の追加。診療月別集計機能の追加。リコール機能の追加。

「平成24年度診療報酬改定に伴う改善」：処置名称等の変更。診療所独自マスタの新規追加処置および廃止処置。診療パック名称、内容の一部変更。
「機械的歯面清掃加算」算定漏れ注意喚起メッセージの削除。「一般名処方加算（処方箋料）」の追加に伴う「薬剤情報入力」画面の変更。
処方箋様式の変更。
- 4月29日：「平成24年度診療報酬改定に伴う追加改善」：診療報酬明細書（レセプト）の改訂。部分的再評価検査の履歴表示。
- 7月15日：高額療養費現物給付化の対応。患者検索・一覧画面での投薬有無の表示。
- 9月30日：一般名処方マスタ対応。
- 12月23日：予約管理機能の追加。

2013年
- 3月31日：管理料算定一覧表示』画面の追加。
- 4月28日：レセプトへの“患者ID”印字ON/OFF機能追加。
- 6月30日：診療月別集計に「個別集計機能」追加。保険証有効期限切れ通知機能の追加。
- 9月29日：歯科用貴金属材料価格改定の対応。
- 12月22日：口腔内情報管理機能の追加。

2014年
- 3月30日：「平成２６年度診療報酬改定対応に伴う改善」：処置名称等の変更。診療パック内容の一部変更。各種届出情報の追加。

「前期高齢者一部負担金軽減措置の段階的廃止」の対応。
2015年
- 10月1日：Microsoft Windows 10に対応。

## キャンペーンなど
2011年
- 1月～3月末（のちに6月末まで延長）：「月額利用料３ヶ月無料キャンペーン」
- 1月～3月末：「レセックご紹介キャンペーン」
- 9月～2012年2月末：「東日本大震災の被災地復興支援」
- 11月1日～2012年3月末：「2ヶ月無料キャンペーン」

2013年
- 3月1日～（定員に達し次第終了）：「電子レセプト請求対応支援キャンペーン」[24]

2014年
- 2月17日～4月30日：「レセコン買換え応援プログラムキャンペーン」[25]
- 6月1日～（定員に達し次第終了）：「パソコン無料キャンペーン」[26]

## 推奨OS
Microsoft Windows Vista、Microsoft Windows 7、Microsoft Windows 8、Microsoft Windows 8.1が推奨されている。Microsoft Windows XPは動作検証はされているが、推奨されておらずサポート対象外となることがある。ブラウザはInternet Explorerを使用し、Internet Explorerは7～11までが推奨されている。OSやブラウザのバージョンが新しくなる度に動作検証を行ない、推奨環境として対応している。2015年10月1日、Microsoft Windows 10に対応した。